# Cadbury Castle
Cadbury Castle är en fornborg i England. Den ligger i grevskapet Somerset, 11 km nordöst om Yeovil och 180 km väster om London. Fornborgen dateras till bronsålder eller järnålder och har förknippats med sagoslottet Camelot i Arturlegenden.